# فلمنج
فلمنج (به عربی: فلمنج) یک محله در مصر است که در استان اسکندریه واقع شده‌است.